# 부강생활체육공원
부강생활체육공원(芙江生活體育公園, Bugang Sports Park)은 대한민국 세종특별자치시에 있는 체육 시설이다. 170억 원의 건설 비용으로 2014년 12월부터 토지매입을 시작하고 2016년 3월에 착공하여 2017년 9월 13일에 준공되었다. 축구 경기장 1면, 야구 경기장 1면, 족구 경기장 2면 등으로 구성되어 있다.